# West Atlantic
West Atlantic Group est une holding détenant deux compagnies aériennes cargo, West Air Sweden et Atlantic Airlines.

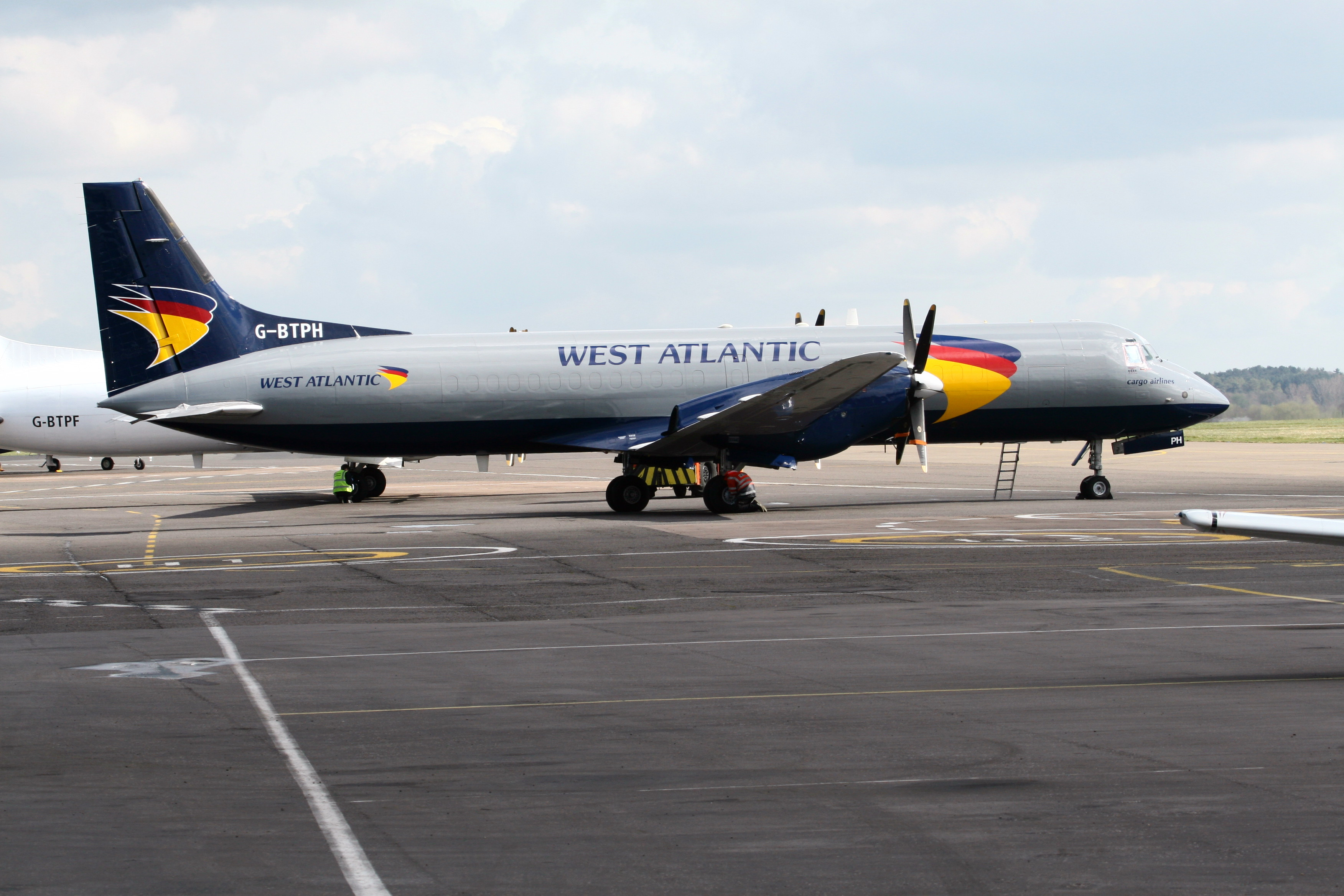
Un avion de West Atlantic

Maintenant purement suédoise, la société a son siège à Göteborg, en Suède. C'est la plus importante compagnie de fret européenne, ainsi que le plus important fournisseur européen de transport de courrier et colis pour l'industrie.

## Flotte
La flotte du groupe West Atlantic comprend les appareils suivants (mai 2016):
| Appareils                | En service | En commande |
| ------------------------ | ---------- | ----------- |
| BAe ATP                  | 40         | —           |
| Boeing 737-300           | 7          | —           |
| Boeing 737-400           | 4          | —           |
| Boeing 767-200           | 3          | —           |
| Bombardier CRJ200LR (PF) | 2          | —           |
| Total                    | 56         | 0           |

Le 24 septembre 2022, un Boeing 737-400 de la compagnie sort de la piste de l'aéroport de Montpellier-Méditerranée et finit sa course dans l'étang de l'Or.